# Ingrid Barabaß
Ingrid Ursula Barabaß, alternative Schreibweisen: Barabass und Barabas, (geb. 14. April 1952) ist eine ehemalige deutsche Terroristin und war Mitglied der Bewegung 2. Juni und der Rote Armee Fraktion
Barabaß wurde seit mindestens 1977 als Mitglied der terroristischen „Bewegung 2. Juni“ zugerechnet Nach einer kurzfristigen Verhaftung im Frühjahr 1977 setzte sie sich im Juni des Jahres gemeinsam mit Inge Viett, Juliane Plambeck und anderen nach Wien ab, um der deutschen Fahndung auszuweichen und eine „Geldbeschaffungsaktion“ umzusetzen. Barabaß wurde später verdächtigt, an der Palmers-Entführung beteiligt gewesen zu sein, da ihre Fingerabdrücke in einer Wohnung gefunden wurden, die während der Entführung benutzt wurde.
Am 5. Mai 1980 wurde sie im Pariser Quartier Latin gemeinsam mit u. a. Sieglinde Hofmann verhaftet. Im Juli 1980 befürwortete der Cour d'appel de Paris, einem deutschen Auslieferungsersuchen zu entsprechen. Am 9. Juli 1982 wurde Barabaß als  Mitglied der „Bewegung 2. Juni“ vom Oberlandesgericht Frankfurt zu vier Jahren Freiheitsentzug verurteilt. Barabaß bezeichnete sich während des Prozesses als „Gefangene aus der RAF“, nahm dies jedoch auf Druck der RAF wieder zurück. Sie schloss sich in Haft mehreren Hungerstreiks an, um Veränderungen der Haftbedingungen für sich und andere zu erreichen.
Am 3. Juli 1985 wurde Barabaß in einer konspirativen Wohnung, die sie mutmaßlich für Eva Haule-Frimpong in Offenbach am Main organisiert hatte, erneut verhaftet. Im August 1986 wurde gegen sie und Mareile Schmegner das Hauptverfahren wegen Mitgliedschaft in der RAF am Oberlandesgericht Frankfurt eröffnet und Barabaß in der Folge zu 4 Jahren und 10 Monaten Haft verurteilt.